# Дипломатична служба УРСР
Дипломатична служба УРСР — державна служба УРСР, яка була призначена забезпечувати практичну реалізацію зовнішньої політики СРСР.

## Історія
1 лютого 1944 сесія ВР СРСР прийняла Закон "Про надання Союзним Республікам повноважень у галузі зовнішніх відносин та про перетворення у зв'язку з цим Народного Комісаріату Закордонних Справ із загальносоюзного в союзнореспубліканський народний комісаріат". У зв'язку з цим ВР УРСР законом від 5 березня 1944 створила республіканський Народний комісаріат закордонних справ. Д.с. УРСР зосереджувалася здебільшого у сфері багатосторонньої дипломатії шляхом участі в міжнародних міжурядових організаціях. 1945 УРСР стала однією з держав-засновниць Організації Об'єднаних Націй, що давало їй можливість бути причетною до обговорення світових та регіональних міжнародних проблем, здобувати досвід у сфері багатосторонньої дипломатії: українська дипломатія брала активну участь в роботі ООН і вже в перші роки її існування внесла чимало пропозицій до Статуту, інших документів ООН, тимчасових правил процедури Генеральної Асамблеї Організації Об'єднаних Націй, проектів резолюцій про створення Комісії з розслідування становища, що склалося в Індонезії (1946), підтримала рішення про створення Держави Ізраїль (1947), щодо біженців та переселенців, переміщених осіб, представництва неурядових організацій в Економічній і соціальній раді ООН (ЕКОСОР), роботи Дунайської комісії тощо. Д.с. УРСР добилася того, що Україна 1947 стала членом Всесвітньої організації охорони здоров'я, 1947 – Всесвітнього поштового союзу, 1948 – Всесвітньої метеорологічної організації, 1954 – ЮНЕСКО та Міжнародної організації праці (МОП), 1956 – Європейської економічної комісії, 1957 – Міжнародного агентства з питань атомної енергії (МАГАТЕ). УРСР поставила свій підпис під Паризькими мирними договорами 1947 (з Італією, Румунією, Угорщиною, Болгарією та Фінляндією), Віденською конвенцією про дипломатичні відносини (1961), Договором про заборону ядерних випробувань в атмосфері, космічному просторі та під водою (1963), міжнародними пактами про цивільні та політичні права, про економічні, соціальні та культурні права (1968), Договором про заборону розміщення на дні морів і океанів та в його надрах ядерної зброї та інших видів зброї масового знищення (1971), конвенціями, спрямованими на заборону бактеріологічної (біологічної) і токсичної зброї (1972), проти апартеїду (1974), на заборону воєнного або будь-якого іншого ворожого використання засобів впливу на природне середовище (1977) і багатьма іншими міжнародними договорами. Завдяки активній і професійній роботі Д.с. УРСР Україна обиралася (1948–49, 1984–85) непостійним членом Ради безпеки Організації Об'єднаних Націй, тричі ставала членом ЕКОСОР ООН, неодноразово – членом Адміністративної ради МОП, Виконавчої ради ЮНЕСКО, Ради керуючих програм ООН з навколишнього середовища, Ради з промислового розвитку (ЮНІДО), Конференції ООН з торгівлі й розвитку (ЮНКТАД), Ради керівників МАГАТЕ, Комітету боротьби з апартеїдом. Дипломати УРСР проводили активну політику у сфері захисту прав людини, роззброєння, збереження миру. З їхньої ініціативи в ООН було проголошено міжнародний рік медичних досліджень, боротьби з неписьменністю, допомоги в підготовці кадрів для прискорення індустріалізації країн, що розвиваються. На 45-й сесії ГА ООН (1990) 126 країн прийняли Резолюцію про міжнародне співробітництво з подолання наслідків Чорнобильської аварії (див. Чорнобильська катастрофа 1986). Здійснюючи своє конституційне право щодо участі в міжнародній діяльності, українські дипломати послідовно відстоювали справу збереження миру й безпеки, брали активну участь у вирішенні ООН проблеми роззброєння, зокрема заборони хім. зброї, незастосування сили, заборони мілітаризації косміч. простору, ліквідації залишків колоніалізму, заборони найманства. Укр. дипломати виявляли високі професійні якості. Підтвердженням високого рівня їхньої кваліфікації стало те, що вони не раз призначалися й обиралися на високі керівні посади в ООН та інші міжнародні організації: Д. Мануїльський – головою першого комітету першої комісії Конференції Об'єднаних Націй в Сан-Франциско (1945), на який покладалися завдання розробки преамбули й 1-го розділу Статуту ООН "Цілі і принципи", та головою Ради безпеки ООН (1948–49); В.Кравець і Г. Удовенко – головуючими в Раді безпеки ООН відповідно 1984 і 1985; Г.Удовенко – головою другого комітету ГА ООН (1987), головою спеціального політичного комітету ГА ООН (1989); П.Недбайло – головою 23-ї сесії Комісії ООН з прав людини (1967; був серед перших (разом із Р. Кассеном і Е.Рузвельт) 1968 нагороджений ООН відзнакою за значний внесок у захист прав людини та основних свобод); Г.Шевель – віце-президентом ГА ООН; В. Мартиненко – віце-президентом Комітету з соціальних питань ЕКОСОР (1981); Ю. Кочубей – головою Адміністративної комісії Генеральної конференції ЮНЕСКО (1985) і заступником Генерального директора ЮНЕСКО (1987–92); А.Зленко – віце-головою Генеральної конференції ЮНЕСКО (1987). Співробітники Д.с. УРСР працювали на різних посадах у секретаріатах та робочих органах ООН, ЮНЕСКО, МОП, МАГАТЕ, Європейської економічної комісії та інших міжнародних міжурядових організацій.